# Molí d'en Calvet
El Molí d'en Calvet, Hotel El Molí o Molí d'en Romaguera, és una obra de Pont de Molins (Alt Empordà) inclosa a l'Inventari del Patrimoni Arquitectònic de Catalunya.

## Descripció
L'Hotel el Molí, és un edifici a un quilòmetre del poble, format per diferents cossos. Aquests han estat rehabilitats, per a convertir-los en hotel restaurant. Tot i aquesta rehabilitació, la masia conserva tot el paredat de pedra a l'exterior, com els carreus ben escairats a les cantonades. Aquesta masia, avui hotel, és de planta baixa i dos pisos, i les obertures estan emmarcades amb maons. Tot i això les obertures d'accés a la planta baixa estan carreuades amb carreus ben tallats. La coberta d'aquest hotel és a dues vessants, i cal destacar de l'interior, les estances que encara es conserven amb el paredat de pedra original, com l'embigat de fusta. Alhora també es conserven le voltes de la casa de les diferents estances. Pel que fa al cos annex a l'hotel, l'edifici de l'antic molí, encara conserva l'estructura i el paredat de pedra, tot i que el seu ús hagi canviat. De l'antic molí, però, en resta ben poca cosa, com el carcabà per on passava l'aigua, tot i que el seu estat és força ruïnós.

## Història
Antic molí bastit vers el segle xviii que en els anys 80 fou restaurat i rehabilitat per convertir-lo en hotel-restaurant.